# Spur ryal
Lo spur ryal è una moneta d'oro inglese emessa durante il regno di Giacomo I contemporaneamente al rose ryal. Entrambe le monete furono introdotte nella seconda monetazione di Giacomo I (1604-1619).

## Storia
Lo spur ryal aveva il valore del ryal precedente, cioè 15 scellini, ma come tutte le altre monete d'oro, il suo valore fu aumentato del 10% nel 1612, cioè a sedici shilling e sixpence (16/6).
Il nome spur (sperone in inglese) viene dal rovescio dove il disegno presentava una rosa al centro di una grande raggiera, che somiglia ad uno sperone.
Nella moneta del 1605 il dritto era quello del noble: il re coronato e con barba, stante su una nave a due alberi in navigazione; il re è in tenuta da guerra, con la spada e lo scudo. Sulla prora della nave uno stendardo con l'iniziale del nome del re in latino ("I"). Sullo scudo erano raffigurate le armi di Inghilterra e Francia nel I e IV quarto, quelle di Scozia nel II e l'arpa d'Irlanda nel III quarto.  La legenda era: IACOBVS D: G: MAG: BRIT: FRAN: ET HIB REX
Il rovescio era simile al ryal dei predecessori, con la rosa dei Tudor al centro di una croce gigliata ed una raggiera con il leopardo araldico coronato nei quarti. La legenda recita A. DNO FACTUM EST ISTUD ET EST MIRABILE.
Durante la terza monetazione di Giacomo (1619-1625) fu coniato un rose ryal di nuovo stile ed assieme anche lo spur ryal fu coniato con nuovi tipi.
Con queste monete il peso fu diminuito e fu ripristinato il valore precedente di 15 scellini.
Al dritto era raffigurato un leone coronato, di faccia che tiene lo scettro e sostiene lo scudo, con le armi reali, che si trova davanti a lui. Ai lati dello scudi "X" e "V", l'indicazione del valore.
Al rovescio era raffigurata la rotellina di uno sperone formata da una croce gigliata e dai raggi di sole. Al centro una rosa. La legenda è uguale alla precedente.
Dopo Giacomo I non ci furono più monete di questa denominazione.